# مشتقین
مشتقین یا همان مشگینجیک روستایی است که در استان اردبیل، شهرستان نیر، بخش کوراییم، دهستان یورتچی غربی قرار دارد.
فاصله آن از مرکز استان حدود ۴۵کیلومتر و از مرکز شهرستان نیر ۱۲ کیلومتر است.
بافت قدیمی روستا اخیراً کاملاً بازسازی و دارای ساختمان‌ها و ویلاهای مدرن گردیده است.

## جمعیت
بر اساس سرشماری سال ۱۳۸۵ جمعیت این روستا ۳۱۹ نفر با ۷۶ خانوار بوده‌است.
اهالی این روستا عمدتاً از سه طایفه اونگوت -تالیش و سیدلر می باشند.